# Chen Feifei
Chen Feifei, née le 15 mars 1997, est une coureuse cycliste chinoise. Spécialiste des épreuves de vitesse sur piste, elle est notamment médaillée de bronze de la  vitesse par équipes en 2020.

## Biographie
Chen Feifei est sélectionnée pour représenter son pays aux mondiaux sur piste 2019. Elle se classe huitième de la vitesse par équipes. En septembre, elle termine troisième du championnat de Chine du 500 mètres contre-la-montre. En octobre, elle devient double championne d'Asie sur 500 mètres et en vitesse par équipes (avec Zhuang Wei et Zhang Linyin). Le mois suivant, elle se classe deuxième de la vitesse par équipes lors de la manche de Hong Kong de la Coupe du monde 2019-2020.
En février 2020, elle est sélectionnée pour les  mondiaux sur piste de Berlin. Associée à Zhong Tianshi, elle décroche la médaille de bronze de la vitesse par équipes, après avoir terminé deuxième des qualifications.

## Palmarès

### Championnats du monde
- Pruszków 2019
  - 8e de la vitesse par équipes
- Berlin 2020
  -  Médaillée de bronze de la vitesse par équipes

### Coupe du monde
- 2019-2020
  - 2e de la vitesse par équipes à Hong Kong

### Championnats d'Asie
- Jincheon 2020
  -  Championne d'Asie du 500 mètres
  -  Championne d'Asie de vitesse par équipes (avec Zhuang Wei et Zhang Linyin)